# Museo de aviación

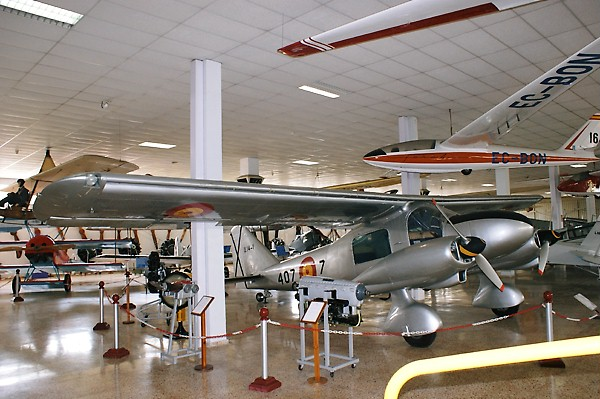
Vista del Museo del Aire de Cuatrovientos (Madrid, España)

Un museo de aviación, museo del aire, museo del aire y el espacio o museo aeroespacial es una institución museística dedicada a la exhibición de la historia y de diversas colecciones de objetos relacionados con la aviación. Además de aeronaves reales, réplicas o reproducciones precisas, las exhibiciones pueden incluir fotografías, mapas, modelos a escala y dioramas; así como ropas y equipos utilizados por los pilotos.

## Características

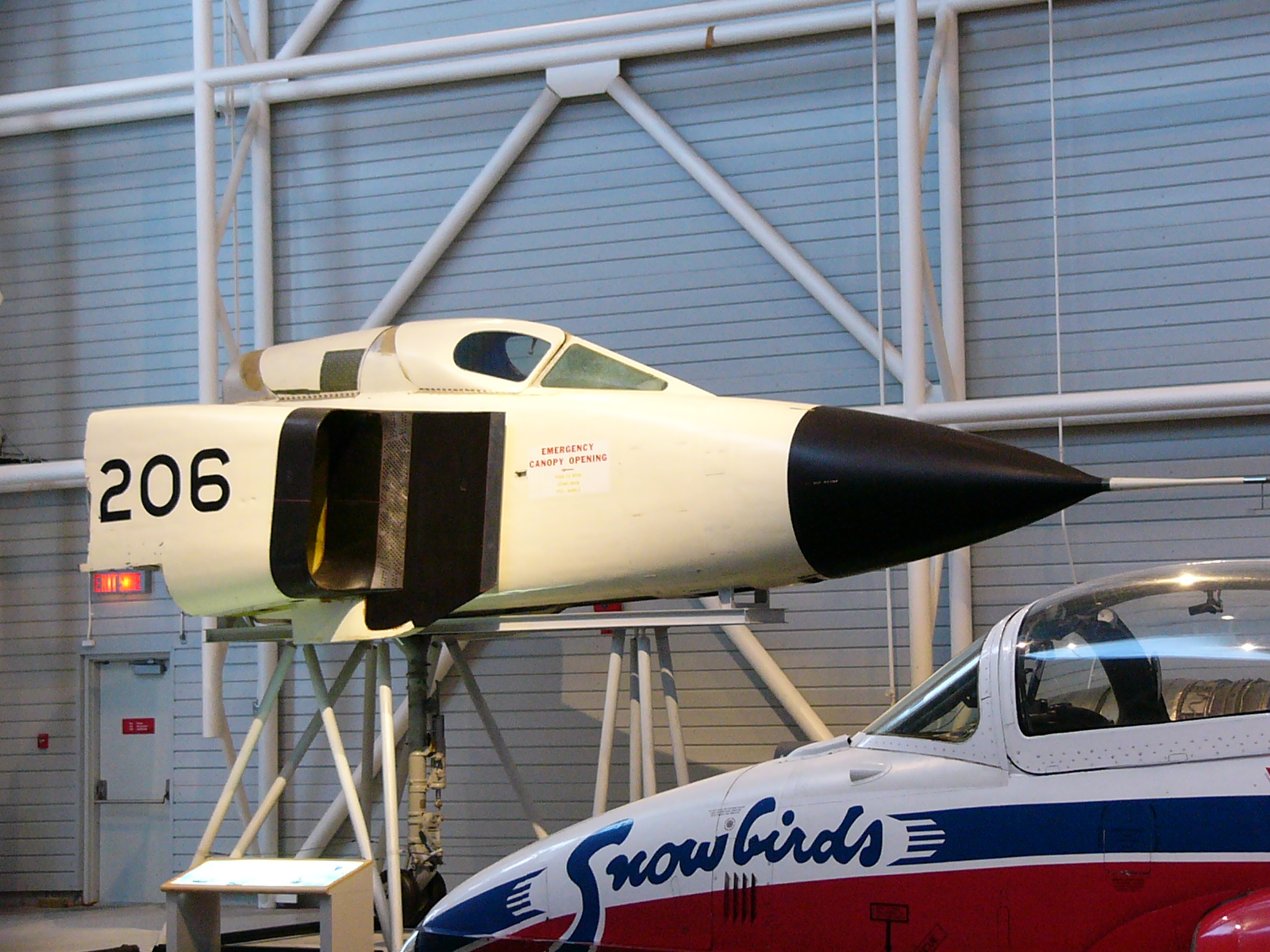
Muestra de una colección: sección de la nariz de una aeronave Avro Canada CF-105 Arrow RL 206 en el Museo de Aviación de Canadá

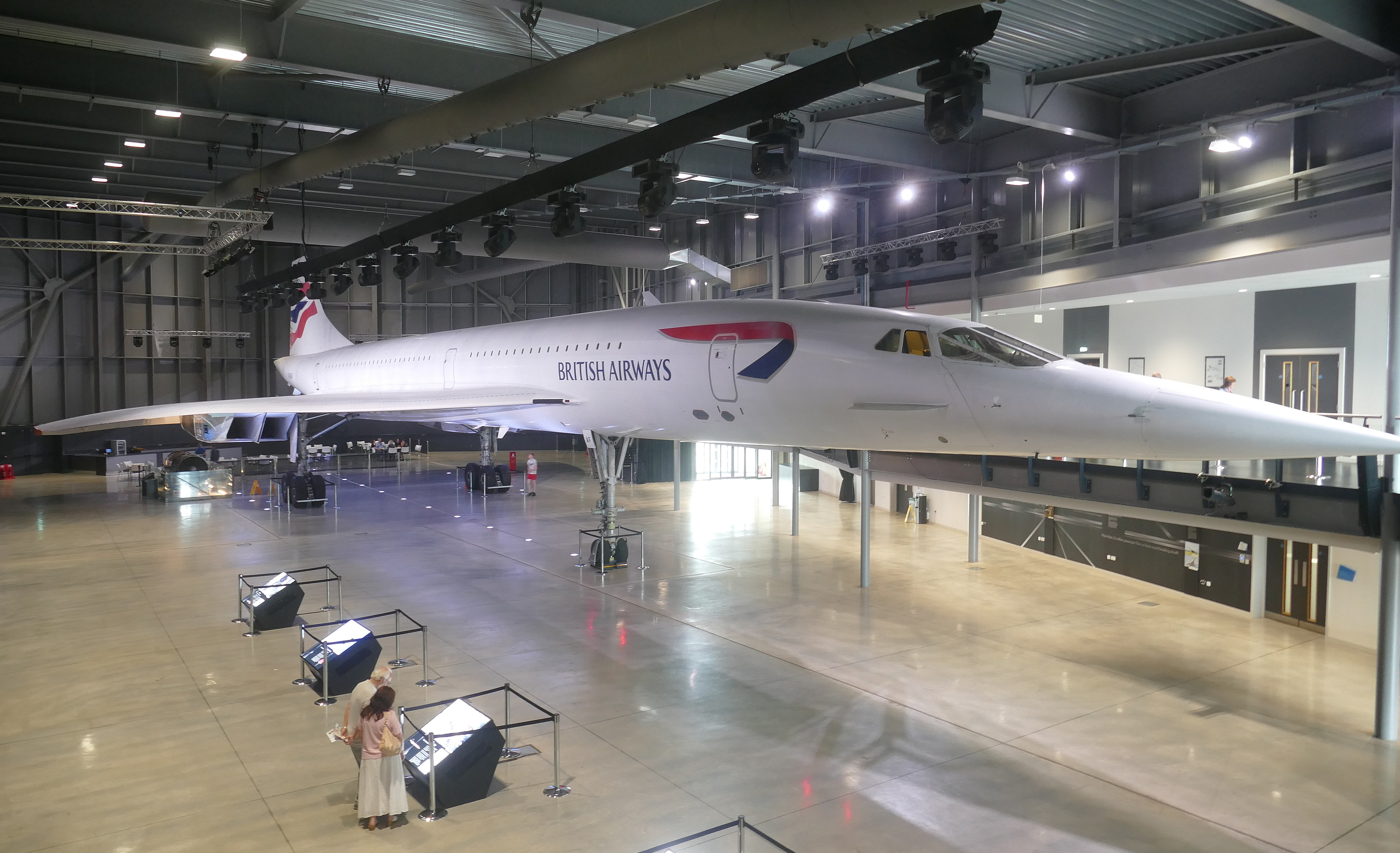
El Concorde G-BOAF (que pertenecía a la flota de British Airways) en el museo Aerospace Bristol (Reino Unido)

Los museos de aviación varían en tamaño, desde albergar solo uno o dos aviones hasta cientos de ellos. Pueden ser propiedad de gobiernos nacionales, regionales o locales o ser de propiedad privada. Algunos museos también abordan la historia y objetos relacionados con la exploración espacial, lo que ilustra la estrecha asociación entre la aeronáutica y la astronáutica.
Muchos de ellos se concentran en la aviación civil o militar, o en la historia de la aviación de una época en particular, como la aviación pionera, la "edad de oro" entre las guerras mundiales, los aviones de la Segunda Guerra Mundial o un tipo específico de aviación, como el vuelo sin motor.
Pueden exhibir sus aviones solo en tierra o mostrar algunos de ellos mediante demostraciones en pleno vuelo. Los museos que no vuelan sus aviones pueden haber decidido no hacerlo porque los aviones no están en condiciones de volar o porque se consideran demasiado raros o valiosos. Cuando alguno de estos aviones participa en alguna exhibición de vuelo u otros eventos relacionados con la aviación, debe asumir el riesgo que implica volarlos.
Algunos museos mantienen conjuntos de publicaciones periódicas, manuales técnicos, fotografías y archivos personales, que a menudo se ponen a disposición de los investigadores de la aviación para que los utilicen en la redacción de artículos o libros o para los especialistas que trabajan en la restauración de una aeronave.

## Lecturas relacionadas
- «Air and Space Museums». Museum International XLIX (3). July 1997. Consultado el 11 de mayo de 2020.
- Tidwell, Robert William (December 2000). Uncommon Ground: Aviation Collections and the Lack of Standardized Collection Management Practices (Tesis). Texas Tech University. Consultado el 3 de agosto de 2020.